# غريغ كيلي
غريغ كيلي (بالإنجليزية: Greg Kelly)‏ هو ضابط أمريكي، ولد في 17 ديسمبر 1968 في غاردين سيتي في الولايات المتحدة.